# Seznam zápasů slovenské a švýcarské hokejové reprezentace
Toto je seznam zápasů slovenské a švýcarské hokejové reprezentace na MS a Zimních olympijských hrách.

## Mistrovství světa v ledním hokeji
| Datum     | Číslo | Slovensko | Výsledek | Zápas         | MS   | Místo    | Branky Slovenska                               |
| --------- | ----- | --------- | -------- | ------------- | ---- | -------- | ---------------------------------------------- |
| 10.5.1998 | 1     | Slovensko | 1:1      | čtvrtfinále B | 1998 | Basilej  | Ján Pardavý                                    |
| 6.5.2003  | 2     | Slovensko | 3:1      | čtvrtfinále   | 2003 | Helsinky | 2x Miroslav Šatan • Richard Kapuš              |
| 6.5.2004  | 3     | Slovensko | 3:1      | čtvrtfinále   | 2004 | Praha    | Martin Štrbák • Zdeno Chára • Pavol Demitra    |
| 8.5.2005  | 4     | Slovensko | 3:1      | osmifinále    | 2005 | Vídeň    | Žigmund Pálffy • Marián Hossa • Miroslav Šatan |
| 12.5.2006 | 5     | Slovensko | 2:2      | osmifinále    | 2006 | Riga     | Martin Cibák • Dušan Milo                      |
| 13.5.2012 | 6     | Slovensko | 1:0      | ZS            | 2012 | Helsinky | Tomáš Tatar                                    |
| 6.5.2018  | 7     | Slovensko | 0:2      | ZS            | 2018 | Kodaň    | nikdo                                          |
| 27.5.2021 | 8     | Slovensko | 1:8      | ZS            | 2021 | Riga     | Michal Krištof                                 |
| 18.5.2022 | 9     | Slovensko | 3:5      | ZS            | 2022 | Helsinky | Miloš Roman • Juraj Slafkovský • Samuel Takáč  |

## Zimní olympijské hry
| Datum | Číslo | Slovensko | Výsledek | Zápas | ZOH                   | Místo | Branky Slovenska |
| ----- | ----- | --------- | -------- | ----- | --------------------- | ----- | ---------------- |
|       | 1     |           | x:x      |       | bez odehraného zápasu |       |                  |